# 9013 Sansaturio
A 9013 Sansaturio (ideiglenes jelöléssel 1985 PA1) a Naprendszer kisbolygóövében található aszteroida. Edward L. G. Bowell fedezte fel 1985. augusztus 14-én.